# Meredith Patterson
Meredith Ann Patterson (Concord, 24 novembre 1975) è un'attrice statunitense, attiva in campo teatrale, televisivo e cinematografico.

## Biografia
Ha fatto il suo debutto sulle scene nel 1998 in una produzione ad alto profilo del musical Follies in scena nel New Jersey con Ann Miller, Donna McKechnie e Dee Hoty. Nello stesso anno recitò con Betty Buckley in Gypsy, mentre nel 2000 fece il suo debutto a Broadway nel musical The Green Bird, a cui seguì un'apprezzata interpretazione nel ruolo di Peggy Sawyer nel musical 42nd Street sempre a Broadway. Successivamente recitò in produzioni regionali di musical come The Boy Friend (Sag Harbor, 2003) e My One and Only (St Louis, 2008), prima di tornare a Broadway nel 2008 con il musical di Irving Berlin White Christmas. 
È sposata con Dustin Brayley dal 2012 e la coppia ha avuto due figli.

## Filmografia parziale

### Cinema
- Una spia per caso (Company Man), regia di Peter Askin e Douglas McGrath (2000)
- Principe azzurro cercasi (The Princess Diaries 2: Royal Engagement), regia di Garry Marshall (2004)
- Broken Flowers, regia di Jim Jarmusch (2005)
- Onora il padre e la madre (Before the Devil Knows You're Dead), regia di Sidney Lumet (2007)

### Televisione
- Boston Legal - serie TV, 4 episodi (2006-2008)
- Sentieri - serie TV, 3 episodi (2007)
- La valle dei pini - serie TV, 15 episodi (2009)
- Law & Order - Unità vittime speciali - serie TV, 1 episodio (2010)
- Person of Interest - serie TV, 1 episodio (2011)
- The Good Wife - serie TV, 1 episodio (2012)
- Made in Jersey - serie TV, 1 episodio (2012)